# Арк ан Бароа
Арк ан Бароа (фр. Arc-en-Barrois) је насељено место у Француској у региону Шампања-Ардени, у департману Горња Марна.
По подацима из 2011. године у општини је живело 779 становника, а густина насељености је износила 15,44 становника/km².

## Демографија
| 1962. | 1968. | 1975. | 1982. | 1990. | 2011. |
| ----- | ----- | ----- | ----- | ----- | ----- |
| 824   | 801   | 808   | 835   | 874   | 779   |